# Konstantan
| Konstantan                           |                                                                           |
| Zusammensetzung                      | 53…57 % Kupfer                                                            |
| Zusammensetzung                      | 43…45 % Nickel                                                            |
| Zusammensetzung                      | 0,5…1,2 % Mangan                                                          |
| Zusammensetzung                      | < 0,5 % Eisen (Restanteil)                                                |
| Spezifischer elektrischer Widerstand | ρ = 4,9 · 10−7 Ω·m (20 °C) ρ = 5,1 · 10−7 Ω·m (600 °C)                    |
| Dichte                               | ρ = 8,9 g·cm−3                                                            |
| Spezifische Wärmekapazität           | {\displaystyle c=410~{\tfrac {\rm {J}}{\rm {kg\cdot K}}}}                 |
| Widerstands-Temperaturkoeffizient    | {\displaystyle \alpha =0{,}00001~{\rm {K^{-1}}}}(20 °C)                   |
| Wärmeleitfähigkeit                   | {\displaystyle \lambda =23~{\tfrac {\rm {W}}{\rm {m\cdot K}}}}            |
| Elektrische Leitfähigkeit            | {\displaystyle \kappa =2~{\tfrac {\rm {m}}{\Omega \cdot {\rm {mm^{2}}}}}} |
| Linearer Ausdehnungskoeffizient      | {\displaystyle \alpha =13{,}5\cdot 10^{-6}\,{\rm {K}}^{-1}} (100 °C)      |
| Linearer Ausdehnungskoeffizient      | {\displaystyle \alpha =14\cdot 10^{-6}\,{\rm {K}}^{-1}} (200 °C)          |
| Linearer Ausdehnungskoeffizient      | {\displaystyle \alpha =14{,}5\cdot 10^{-6}\,{\rm {K}}^{-1}} (300 °C)      |
| Linearer Ausdehnungskoeffizient      | {\displaystyle \alpha =15\cdot 10^{-6}\,{\rm {K}}^{-1}} (400 °C)          |
| Linearer Ausdehnungskoeffizient      | {\displaystyle \alpha =16\cdot 10^{-6}\,{\rm {K}}^{-1}} (600 °C)          |
| Elastizitätsmodul                    | {\displaystyle E=180\,{\tfrac {\rm {kN}}{\rm {mm^{2}}}}}                  |
| Schmelzpunkt                         | 1280 °C                                                                   |
| Siedepunkt                           | ca. 2400 °C                                                               |

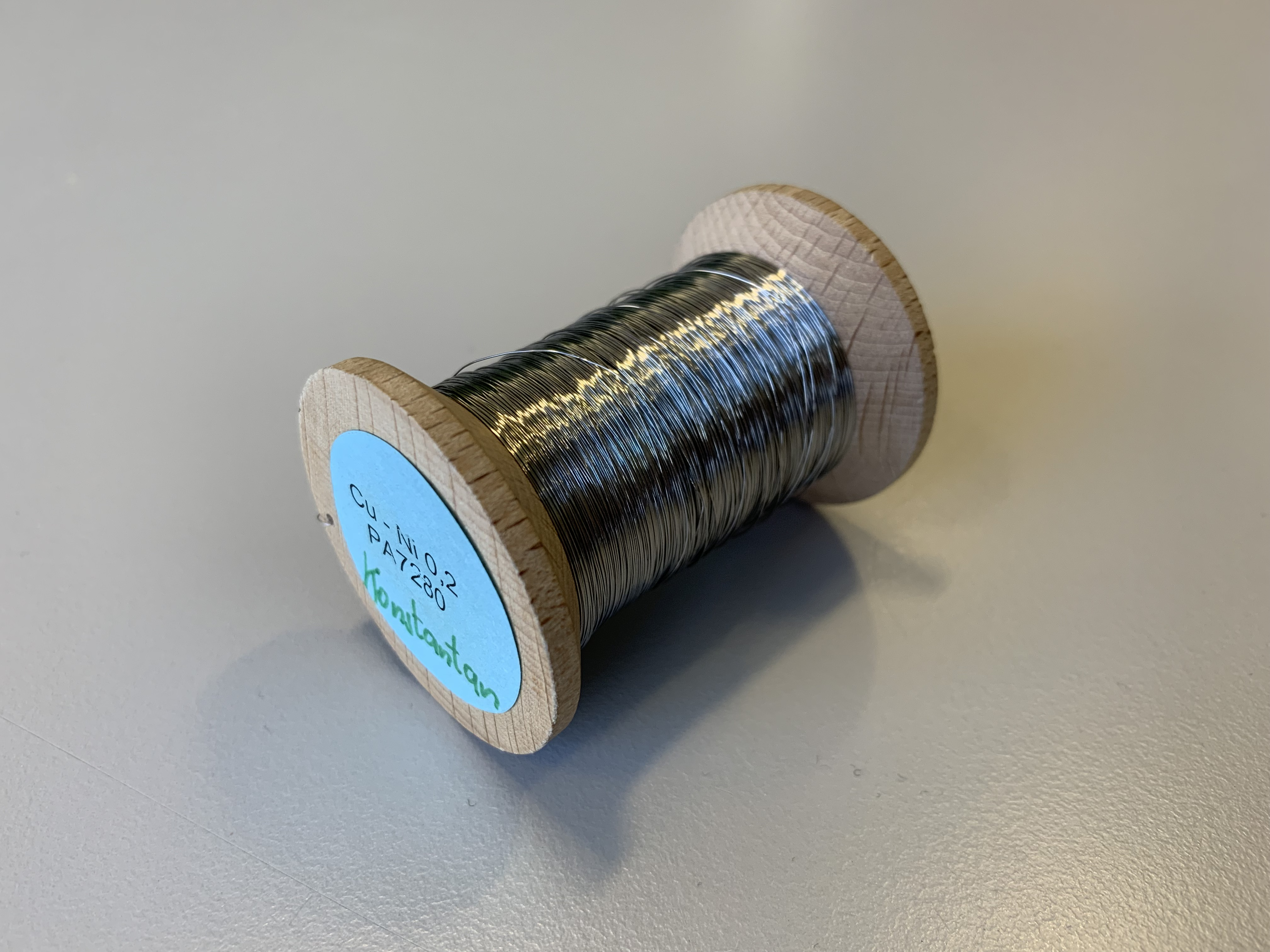
Konstantandraht

Konstantan ist ein Markenname der VDM Metals (vormals ThyssenKrupp VDM GmbH) für eine Legierung, die im Allgemeinen aus 55 % Kupfer, 44 % Nickel und 1 % Mangan besteht. Sie zeichnet sich durch einen über weite Temperaturbereiche annähernd konstanten spezifischen elektrischen Widerstand aus. Es sind andere Legierungen mit ähnlich geringem (z. B. Manganin, CuMn12Ni) oder noch geringerem Temperaturkoeffizienten wie Isaohm bekannt.

## Der Markenname
Der Markenname wurde am 25. Januar 1941 beim Deutschen Patent- und Markenamt angemeldet und ist mittlerweile als Bezeichnung für diese Kupfer-Nickel-Legierung in den allgemeinen Sprachgebrauch übergegangen. Im englischen Sprachraum ist der Name in der Schreibweise Constantan geschützt. Erfunden wurde es von Edward Weston (1850–1936). Ein anderer Markenname für eine sehr ähnliche Legierung ist Isotan von der Isabellenhütte Heusler der erstmals am 10. April 1952 angemeldet wurde.

## Hintergrund und Verwendung
Die ziemlich geringe Temperaturabhängigkeit des spezifischen elektrischen Widerstands von Konstantan liegt fast ausschließlich darin begründet, dass diese Legierung über einen weiten Temperaturbereich eine hohe Störstellendichte innerhalb ihres Kristallgefüges aufweist. Dies bedeutet, dass zwar die Dichte der Störstellen in diesem Material auch von der Temperatur abhängt und mit zunehmender Temperatur langsam steigt, aber wegen der großen Zahl der Störstellen im Kristallgefüge diese die Elektronen-Streuungen an ihnen hauptsächlich beeinflussen und nicht etwa die ebenfalls von der Temperatur abhängigen Elektron-Elektron- oder Elektron-Phonon-Streuungen. Ähnliche Eigenschaften weist die Legierung Kanthal auf.
Wegen des kleinen Temperaturkoeffizienten des spezifischen Widerstands wird Konstantan für Präzisions- und Messwiderstände verwendet. Auch Schiebe- und Heizwiderstände werden aus Konstantan hergestellt.

## Wärmeausdehnungskoeffizient
Konstantan mit 60 % Kupfer und 40 % Nickel hat nach einer anderen Quelle über den Temperaturbereich −161 °C bis +16 °C einen linearen Ausdehnungskoeffizienten von {\displaystyle \alpha =12{,}22\cdot 10^{-6}\,{\rm {K}}^{-1}}
.
Konstantan hat einen unauffälligen Ausdehnungskoeffizienten, ähnlich dem von einigen anderen Metallen, wie Nickel, Eisen und Stahl. Es gibt Reinmetalle mit nur etwa der Hälfte (z. B. Tantal) und Speziallegierungen mit nur weniger als einem Zwanzigstel der Wärmeausdehnung von Konstantan, wie etwa Invar.